# Assadabade (Afeganistão)
Assadabade (em pastó: اسعد‌آباد; romaniz.: Asadabad) é uma cidade do Afeganistão, capital da província de Konar. Segundo censo de 2020, havia 15 900 habitantes.